# Taraka interposita
Taraka interposita är en fjärilsart som beskrevs av Hans Fruhstorfer 1922. Taraka interposita ingår i släktet Taraka och familjen juvelvingar. Inga underarter finns listade i Catalogue of Life.